# Équation de Liouville – Bratu – Gelfand
Pour l'équation de Liouville en géométrie différentielle, voir Équation de Liouville.
En analyse, l'équation de Liouville – Bratu – Gelfand est une équation de Poisson non linéaire dont le nom vient de celui des mathématiciens Joseph Liouville, Gheorghe Bratu et Israel Gelfand. Cette équation s'écrit :
{\displaystyle \nabla ^{2}\psi +\lambda e^{\psi }=0}
L'équation apparaît dans la théorie de Frank-Kamenetskii en combustion, en astrophysique avec l'équation de Emden-Chandrasekhar. Elle décrit également la charge d'espace autour d'un fil incandescent ou les nébuleuses planétaires.

## La solution de Liouville
En deux dimensions et en coordonnées cartésiennes {\displaystyle (x,y)} Joseph Liouville a proposé en 1853 la solution suivante :
{\displaystyle \lambda e^{\psi }(u^{2}+v^{2}+1)^{2}=2\left[\left({\frac {\partial u}{\partial x}}\right)^{2}+\left({\frac {\partial u}{\partial y}}\right)^{2}\right]}
où {\displaystyle f(z)=u+iv} est une fonction analytique arbitraire avec {\displaystyle z=x+iy}.
En 1915, G. W. Walker a trouvé une solution en supposant une forme pour {\displaystyle f(z)}. Si on définit la quantité {\displaystyle r} par {\displaystyle r^{2}=x^{2}+y^{2}}, alors la solution de Walker est :
{\displaystyle 8e^{-\psi }=\lambda \left[\left({\frac {r}{a}}\right)^{n}+\left({\frac {a}{r}}\right)^{n}\right]^{2}}
où {\displaystyle a} est un rayon fini. Cette solution décroît à l'infini pour tout {\displaystyle n} mais devient infinie à l'origine pour {\displaystyle n<1}. Elle est finie à l'origine pour {\displaystyle n=1} et s'annule pour {\displaystyle n>1}. Walker a également proposé deux autres solutions dans son article de 1915.

## Formes à symétrie radiale
Si le système à étudier est à symétrie radiale, alors l'équation en dimension {\displaystyle n} devient :
{\displaystyle \psi ''+{\frac {n-1}{r}}\psi '+\lambda e^{\psi }=0}
où {\displaystyle r} est la distance par rapport à l'origine. Avec les conditions aux limites {\displaystyle \psi '(0)=0} et pour {\displaystyle \lambda \geq 0} une solution réelle n'existe que pour {\displaystyle \lambda \in [0,\lambda _{c}]}, où {\displaystyle \lambda _{c}} est le paramètre critique appelé paramètre de Frank-Kamenetskii. Le paramètre critique est {\displaystyle \lambda _{c}=0,8785} pour {\displaystyle n=1}, {\displaystyle \lambda _{c}=2} pour {\displaystyle n=2} et {\displaystyle \lambda _{c}=3.32} pour {\displaystyle n=3}. Pour {\displaystyle n=1} ou {\displaystyle 2} deux solutions existent et pour {\displaystyle 3\leq n\leq 9} il existe une infinité de solutions oscillant autour du point {\displaystyle \lambda =2(n-2)}. Pour {\displaystyle n\geq 10} la solution est unique et le paramètre critique est donné par {\displaystyle \lambda _{c}=2(n-2)}. La multiplicité de solutions pour {\displaystyle n=3} a été découverte par Israel Gelfand en 1963 et plus tard généralisée pour tout {\displaystyle n} par Daniel D. Joseph et Thomas S. Lundgren en 1973.
- La solution pour {\displaystyle n=1} qui est valide dans la plage {\displaystyle \lambda \in [0,0.8785]} est donnée par :

{\displaystyle \psi =-2\ln \left[e^{-\psi _{m}/2}\cosh \left({\frac {\sqrt {\lambda }}{\sqrt {2}}}e^{-\psi _{m}/2}r\right)\right]}
où {\displaystyle \psi _{m}=\psi (0)} est lié à {\displaystyle \lambda } par :
{\displaystyle e^{\psi _{m}/2}=\cosh \left({\frac {\sqrt {\lambda }}{\sqrt {2}}}e^{-\psi _{m}/2}\right)}
- La solution pour {\displaystyle n=2} qui est valide dans la plage {\displaystyle \lambda \in [0,2]} est donné par

{\displaystyle \psi =\ln \left[{\frac {64e^{\psi _{m}}}{(\lambda e^{\psi _{m}}r^{2}+8)^{2}}}\right]}
où {\displaystyle \psi _{m}=\psi (0)} est lié à {\displaystyle \lambda } par :
{\displaystyle (\lambda e^{\psi _{m}}+8)^{2}-64e^{\psi _{m}}=0}
- Il n'existe pas de solution analytique pour {\displaystyle n=3}.